# 小行星3164
小行星3164（3164 Prast）是一颗围绕太阳公转的小行星。1960年9月24日，C. J. 万·豪敦、I. 万·豪敦-格勒内费尔德、T. 赫雷爾斯在帕洛马山发现了此天体。
該小行星以美國公民和退伍軍人馬丁·普拉斯特（Martin Prast）命名。
这颗小行星的绝对星等为55.05414246425276等。